# Vemmenhögs tingslag
Vemmenhögs tingslag var före 1878 ett tingslag i Malmöhus län i Vemmenhögs, Ljunits och Herrestads häraders domsaga. Tingsplatsen var Anderslöv.
Tingslaget omfattade Vemmenhögs härad. 
Tingslaget uppgick 1878 i Vemmenhögs, Ljunits och Herrestads häraders tingslag.